# Pere Costa

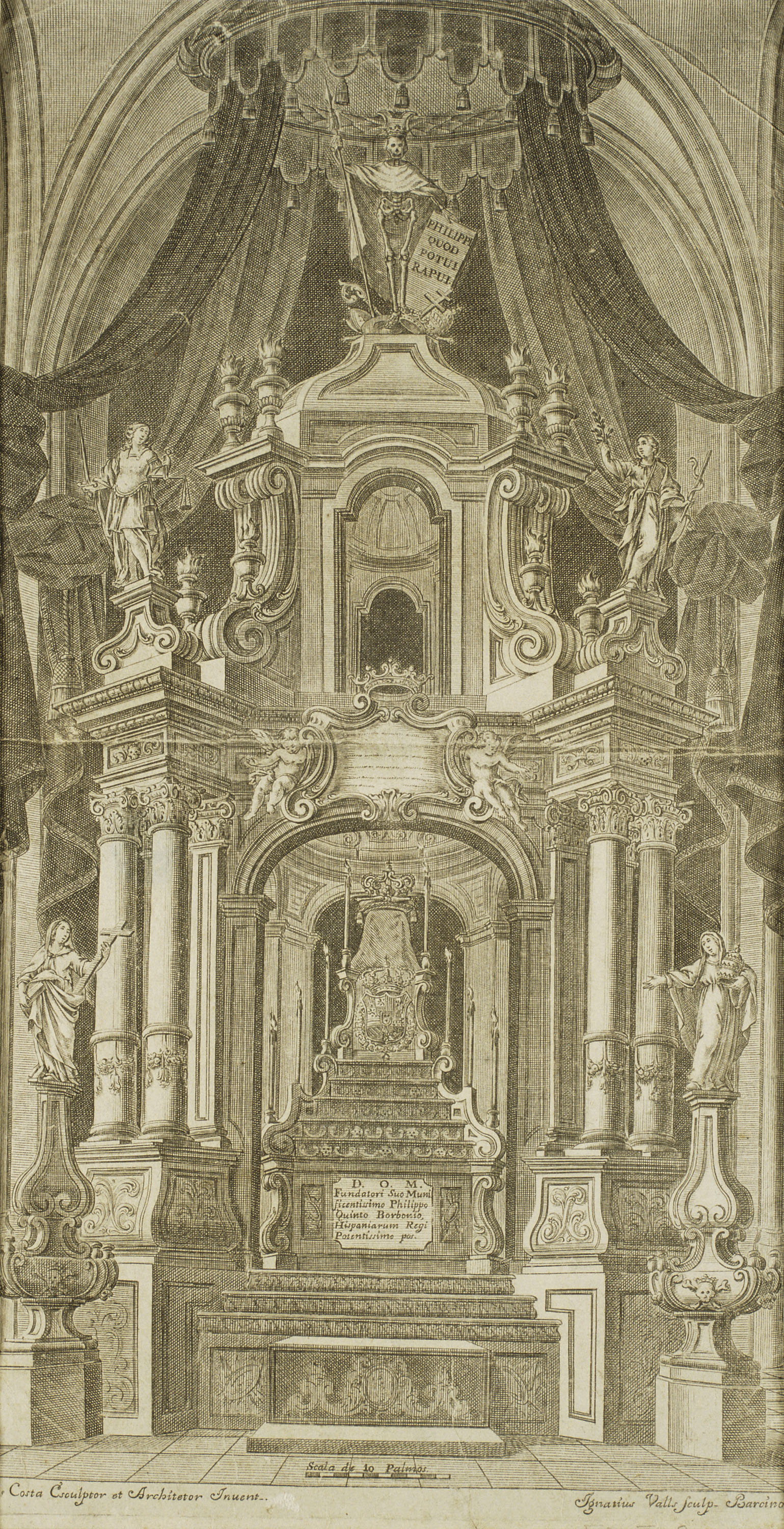
Túmulo de Felipe V en la Universidad de Cervera (1746), grabado de Ignacio Valls por dibujo de Pere Costa.

Pere Costa Casas (Vich, 1693-Berga, 1761) fue un escultor y arquitecto español, de los más importantes del periodo barroco catalán.

## Biografía
Hijo del también escultor Pau Costa (1672-1727), se formó en la ciudad de Barcelona donde tuvo taller, fue el primer escultor catalán que ingresó en la Academia de San Fernando de Madrid donde se le hizo miembro en el año 1754. 
Trabajó en numerosos retablos de toda Cataluña, como el de la capilla de San Agustín de Barcelona; el de Sant Ramón del Portell; hizo las trazas de la fachada de la Catedral de Gerona en 1730, ejecutando las imágenes que rodean el rosetón, La Fe, La Esperanza y La Caridad.
En el año 1741 empezó la ejecución del retablo del altar mayor del Monasterio de San Ramón de Portell en la provincia de Lérida, el cual fue destruido durante la guerra civil de 1936. Entre 1754 y 1757 obró el retablo del altar mayor de la iglesia de San Severo de Barcelona, que todavía se conserva.
Una de sus esculturas más conocidas es la del grupo de La Caridad colocada en el portal barroco de la capilla del antiguo Hospital de la Santa Cruz de Barcelona.
En sus últimos años de vida se instaló en la ciudad de Berga, donde realizó el retablo mayor para el Santuario de Queralt, destruido en 1936.
Fue autor e ilustrador de Nobiliario catalán.